# 910-ті
Раннє Середньовіччя •  Епоха вікінгів •  Золота доба ісламу •  Реконкіста

## Геополітична ситуація
У Візантії завершилося правління Лева VI, його син Костянтин VII Багрянородний був малолітнім, точилася боротьба за регентство. Великими державами Західної Європи були Західне Франкське королівство, Східне Франкське королівство, Бургундія, Італійське королівство. Апеннінський півострів був розділений між численними державами: Італійським королівством франків, Папською областю, Візантією, незалежними герцогствами й землями, захопленими сарацинами. Більшу частину Піренейського півострова займав Кордовський емірат, на північному заході лежало християнське королівство Астурія, яке розділилося на три, Іспанська марка була буферною зоною між Західним Франкським королівством та Аль-Андалусом. Тривали походи вікінгів на Західну Європу. Англія була розділена між данським Данелагом та королівством Вессекс. Існували слов'янські держави Перше Болгарське царство, Богемія, Моравія, Приморська Хорватія, Київська Русь. Мадяри панували в Паннонії й здійснювали походи на захід.
В Аббасидському халіфаті фактична влада належала візиру Мунісу. У Китаї тривав період п'яти династій та десяти держав. Значними державами на території Індії були Пала, Пратіхара, Чола. В Японії тривав період Хей'ан. У степах між Азовським морем та Аралом існував Хазарський каганат.
Територію лісостепової України контролювала Київська Русь. В українських степах домінували печеніги. У Криму проживали кримські готи. Херсонес Таврійський належав Візантії.

## Події
- Князь Олег здійснив кілька походів на Табаристан через Хозарський каганат. Після одного з цих походів хозари напали на військо русів на зворотному шляху й завдали йому важкої поразки. Князь Олег загинув. 911 року Олег уклав вигідну для Київської Русі торговельну угоду з Візантією. Князь Ігор почав правити з 912 року. Він наново підкорив деревлян і змусив їх платити данину. Печеніги окупували терени українських степів і почали загрожувати Києву.
- У Візантії помер василевс Лев VI Філософ. Його спадкоєцем став брат Александр, правління якого було недовгим. Син Лева Костянтин VII Багрянородний був ще надто малим для правління, тому розпочалася боротьба за регентство між його матір'ю Зоєю Вугільноокою й патріархом Миколаєм Містиком, яка тривала до 920 року, коли регентство захопив Роман I Лакапін, який одружив Костянтина зі своєю донькою і став співімператором, а фактично правителем Візантії.
- Помер останній каролінзький король Східного Франкського королівства Людовик IV Дитя. Після нього правили Конрад I, а потім Генріх I Птахолов із Саксонської династії.
- У Західному Франкському королівстві правив Карл III Простакуватий. 911 року він уклав договір Сен-Клер-сюр-Епт із вождем вікінгів Ролло, за яким Ролло отримував право на землі в Нейстрії, але повинен був прийняти християнство і стати васалом короля. Цим договором започаткувалося утворення Нормандії.
- Беренгар I відстояв своє право на Італійське королівство, а 915 року його короновано римським імператором. 915 року союз християнських держав на чолі з Папою Римським Іваном X завдав поразки сарацинам у битві на Гарільяно.
- На Піренейському півострові колишнє королівство Астурія розділене на Астурію, Галіцію та Леон. 914 року король Галіції Ордоньйо I приєднав до своїх володінь Леон. У Кордовському еміраті почалося правління Абд Ар-Рахмана III.
- В Англії король Вессексу Едвард Старший та його сестра, королева Мерсії Етельфледа поступово витісняли данів з Данелагу. Однак Йорк захопили вікінги з Норвегії.
- Перше Болгарське царство на чолі з Симеоном вело успішну війну з Візантією. Болгарська православна церква оголосила автокефалію на чолі з патріархом.
- Фатіміди утримували правління в Іфрикії й робили спроби відвоювати Сицилію в Аглабідів та Єгипет в Аббасидів. На початку десятиліття їм довелося придушити повстання берберського племені кутама. В Аббасидському халіфаті тривало правління аль-Муктадіра, але фактично владу тримав у своїх руках візир Муніс. Зейдити відновили контроль над Табаристаном. У Середній Азії правили Саманіди.
- Плем'я киданів на півночі Китаю очолював Абаоцзі. Кидані запровадили китайський стиль правління, розробили власну писемність, підкорили собі степи Монголії.
- 911 — кінець понтифікату Папи Сергія III.
- 911—913 — понтифікат Папи Анастасія III.
- 913—914 — понтифікат Папи Ландона.
- 914 — початок понтифікату Папи Івана X.